# Trzęsiogon ciemny

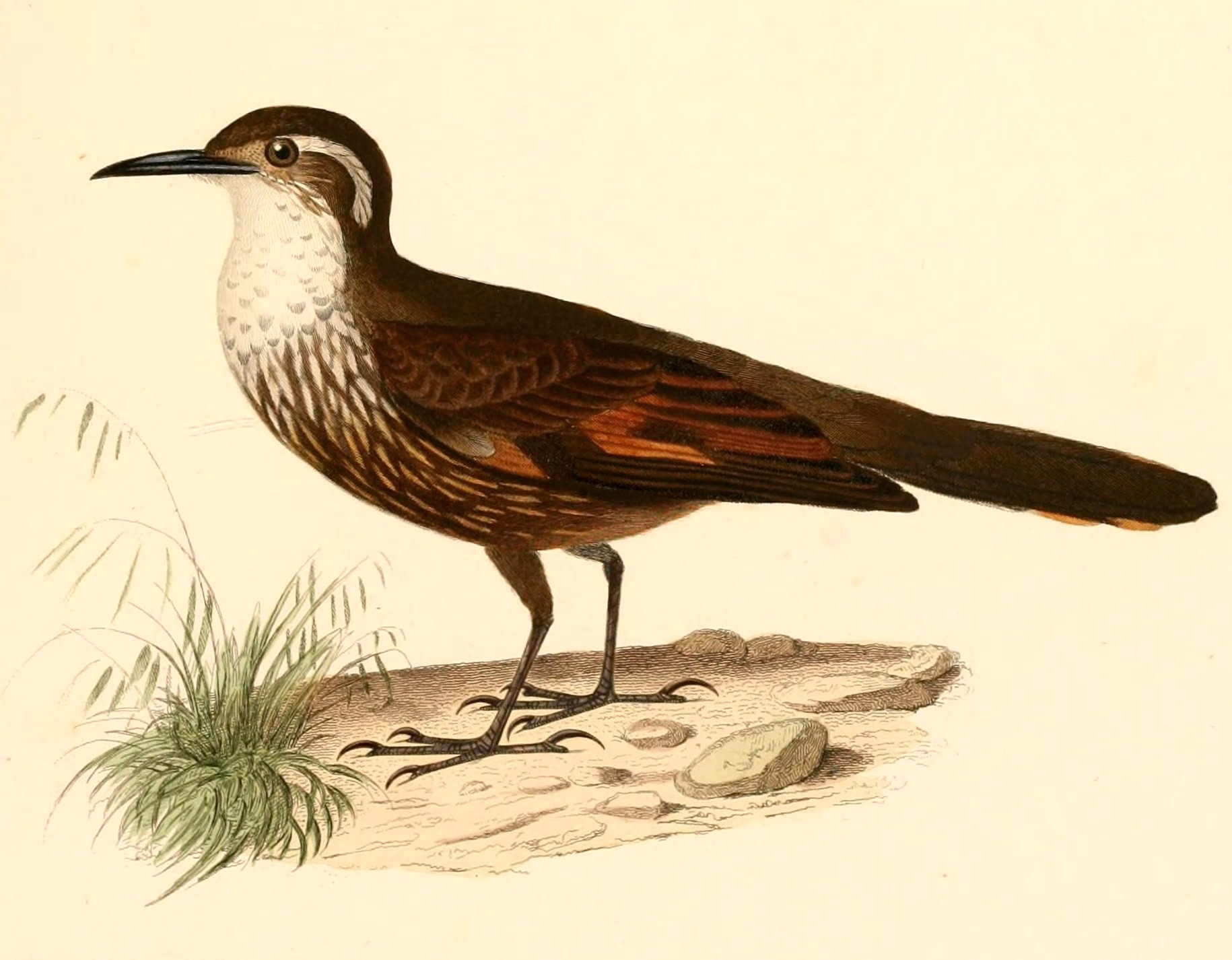
Szkic z roku 1847

Trzęsiogon ciemny, trzęsiogon pacyficzny (Cinclodes nigrofumosus) – gatunek średniej wielkości ptaka z rodziny garncarzowatych (Furnariidae). Występuje endemicznie w północnym i centralnym Chile. Niezagrożony wyginięciem.

## Taksonomia
Gatunek opisali po raz pierwszy Alcide d’Orbigny i Frédéric de Lafresnaye w roku 1838 pod nazwą Uppucerthia nigro-fumosa. Holotyp pochodził z północnego Chile. Tworzy nadgatunek z trzęsiogonem Taczanowskiego (C. taczanowskii). Monotypowy.
Nazwa rodzajowa Cinclodes pochodzi od greckiego słowa kinklos, oznaczającego ptaka zamieszkującego brzeg wody. Nazwa gatunkowa nigrofumosus oznacza z łaciny czarno okopconego ptaka, pochodzi od słów niger, czarny, i fumosus, okopcony.

## Zasięg występowania
Trzęsiogon ciemny występuje w północnym i centralnym Chile na wybrzeżach, od prowincji Arica po prowincję Valdivia. Spotykany także na wyspach Isla de los Pájaros oraz Mocha. Jeden z nielicznych morskich przedstawicieli wróblowych, zasiedla skaliste plaże, w tym obszary wattowe.

## Morfologia i anatomia
Długość ciała wynosi 21–22 cm, zaś masa 63–67 g. U okazów z Muzeum Brytyjskiego skrzydła mierzą około 11,4 mm, zaś ogony 8,6 cm. Dziób stosunkowo krótki i mocny. Duży i ciemny, w porównaniu do innych trzęsiogonów. Obecna biała brew, kantarek i pokrywy uszne mają barwę czarną. Wierzch głowy i ciała czarniawobrązowy. Pokrywy skrzydłowe cechują nieco jaśniejsze obrzeżenia i końcówki. Lotki czarniawe z biało-rudymi obrzeżeniami u nasady. Ogon zaokrąglony, niemal czarny, trzy zewnętrzne pary sterówek posiadają przed zakończeniem białą plamę. Gardło i boki szyi białe. Spód ciała pokrywa barwa ciemnoszara, na górnej części piersi znajdują się białe plamki, dalej przechodzące w białe kreskowanie. Tęczówka brązowa do ciemnobrązowej. Dziób czarniawy, na żuchwie niekiedy występuje szara barwa nasady. Ptaka młodocianego nie opisano. Nie występuje dymorfizm płciowy.

### Gruczoły solne
Trzęsiogon ciemny jako jeden z nielicznych gatunków wróblowych ma stale kontakt ze słoną wodą; z racji zamieszkiwania obrzeży pustyń głównym źródłem wody jest ocean. Jako pierwszy gruczoły solne u tego gatunku opisał Raymond E. Paynter po zbadaniu dwóch samic złapanych na plaży León Dormido, około 85 km na południe od Limy. Ich gruczoły solne umieszczone były pod oczami, każdy miał długość około 18 mm, maksymalną szerokość 1,3 mm i grubość 0,3 mm. Były podobne rozmiarami, co u podobnego wielkością pluszcza (Cinclus cinclus).

## Zachowanie
Pieśń trzęsiogona ciemnego stanowi długi trel. Pożywienie stanowią bezkręgowce, w tym robaki, kraby, mięczaki, jeżowce i ślimaki, oraz małe ryby. Żeruje zwykle pojedynczo lub parami, niekiedy przyłączając się do stad siewkowców. Swoim zachowaniem przypomina brzegowca (Aphriza virgata), omijając fale i szukając pożywienia wzdłuż kamieni i w piasku oraz w naniesionym przez morze materiale. Jednym z głównych składników jego diety są polimorficzne ślimaki Scurria variabilis; zjada najmniej zamaskowane osobniki.

## Lęgi
Okres lęgowy przypada prawdopodobnie na wiosnę i lato. Jaja znajdywano we wrześniu. Gniazdo utworzone z naniesionych przez wodę alg mieści się blisko wody, w szczelinie skalnej, innym zagłębieniu w skale lub na końcu tunelu w urwistym brzegu. Zniesienie liczy 3–4 jaja.

## Status i zagrożenia
Przez IUCN gatunek klasyfikowany jest jako najmniejszej troski (LC, Least Concern) nieprzerwanie od 1988 roku. Liczebność populacji nie została oszacowana, ale ptak ten opisywany jest jako dość pospolity. Ze względu na brak dowodów na spadki liczebności bądź istotne zagrożenia dla gatunku, BirdLife International uznaje trend liczebności populacji za stabilny. Zamieszkiwane nadbrzeżne środowisko zdaje się być mało zmieniane przez człowieka.